# Allée des sphinx
L'allée des sphinx est la voie qui relie le temple d'Amon au temple de Karnak en Égypte.
Cette allée des sphinx, dite dromos, reliait les temples de Louxor et Karnak sur près de trois kilomètres. Nectanébo Ier, premier pharaon de la XXXe dynastie y appose son nom sur des socles à proximité du temple de Louxor et fait remplacer quelques têtes de sphinx représentant Amenhotep III par son effigie.

## Historique
La construction de l'allée des sphinx a commencé à l'époque du Nouvel Empire et s'est achevée à la période tardive sous le règne du souverain de la XXXe dynastie Nectanébo Ier ; la route a ensuite été ensevelie sous des couches de sable au fil des siècles.
Dans la Description de l'Égypte, l'allée des sphinx est décrite comme longue de deux kilomètres, bordée de plus de six-cents sphinx.
Georges Daressy rapporte en 1893 qu'à Louxor, l'avenue est enterrée et n'a pu être fouillée car elle se trouvait sous le niveau de la nappe phréatique, alors qu'à Karnak, près d'un kilomètre est visible.
La première trace de l'allée (à Louxor) a été trouvée en 1949 lorsque l'archéologue égyptien Muhammad Zakaria Goneim a découvert huit statues près du temple de Louxor. Dix-sept autres statues ont été mises au jour de 1958 à 1961 et cinquante-cinq de 1961 à 1964, toutes dans un périmètre de deux-cent-cinquante mètres. De 1984 à 2000, le tracé complet de l'allée a finalement été déterminé, laissant aux fouilleurs le soin de découvrir la voie. À l'origine, l'avenue était bordée de 1 057 statues au total, dont 807 en forme de sphinx et 250 autres avec une tête en forme de bélier. Les 1 057 statues originales se trouvent le long de la voie, et sont représentées sous trois formes :
- la première forme est un corps de lion avec une tête de bélier érigé entre le temple de Karnak et le temple de Mout pendant le règne du souverain Toutânkhamon (Nouvel Empire).

- la deuxième forme est une statue de bélier complète, construite dans une zone éloignée pendant la XVIIIe dynastie d'Amenhotep III, avant d'être transférée plus tard dans le complexe de Karnak.

- la troisième forme qui comprend la plus grande partie des statues est une statue de sphinx (corps d'un lion et tête d'un humain), les statues s'étendant jusqu'au temple de Louxor.

## Rénovation et grande réouverture
Le 25 novembre 2021, l'avenue a été ouverte au public après des travaux de restauration qui ont duré plus de sept décennies. Le défilé comprenait des participants en tenue pharaonique, un orchestre symphonique, des effets de lumière, des danseurs professionnels, des bateaux sur le Nil, des calèches. Trois modèles de bateaux dorés de style pharaonique, dédiés au dieu du soleil Amon-Rê, au dieu de la lune Khonsou et à la déesse mère Mout, étaient portés par des hommes vêtus de robes noires et dorées, répliques de ce qui aurait été porté pour le même festival dans l'Égypte antique. La réalisation de cet événement a été créée par une équipe de l'université allemande du Caire. Le président égyptien Abdel Fattah al-Sissi a assisté au spectacle organisé dans toute la ville.
Zahi Hawass a qualifié le site de Louxor de « plus grand musée à ciel ouvert, le plus grand site archéologique du monde qui raconte l'histoire de l'Égypte depuis l'époque de 2 000 ans avant notre ère, connue sous le nom de XIe dynastie, jusqu'à la période romaine ».